# حسین ملک‌افضلی
حسین ملک افضلی (متولد ۱۹۳۹اردکان) دانشمند و پزشک ایرانی و عضو سازمان بهداشت جهانی است.
وی در حال حاضر استاد گروه آمار زیستی و اپیدمیولوژی دانشکده بهداشت دانشگاه تهران است. وی همچنین به عنوان معاون وزیر بهداشت ایران فعالیت می‌کرد.
ملک افضلی نویسنده بیش از ۸۰ مقاله در مجلات بین‌المللی و چندین کتاب به زبان‌های انگلیسی و فارسی است.
در سال ۲۰۰۷، سازمان ملل متحد جایزه معتبر جمعیت سازمان ملل را به او اعطا کرد. ملک افضلی به طراحی استراتژی‌هایی برای بهبود روش‌های بهداشتی، به ویژه سلامت نوجوانان، بهداشت باروری و تنظیم خانواده کمک کرده‌است. وی در زمینه بهداشت باروری، سیاستگذاران و رهبران دینی را در برنامه‌ریزی و اجرای برنامه‌های بهداشت باروری در ایران مشارکت داده‌است.

## جوایز
- جایزه جمعیت سازمان ملل متحد (2007)[۳]